# Dekanat Olsztyn I – Śródmieście
Dekanat Olsztyn I – Śródmieście – jeden z 33 dekanatów w rzymskokatolickiej archidiecezji warmińskiej.

## Parafie
W skład dekanatu wchodzi 8 parafii:
- parafia MB Ostrobramskiej – Olsztyn
- parafia MB Saletyńskiej – Olsztyn
- parafia Najświętszego Serca Pana Jezusa – Olsztyn
- parafia św. Franciszka z Asyżu – Olsztyn-Kortowo
- parafia św. Jakuba – Olsztyn
- parafia św. Maksymiliana Kolbego – Olsztyn
- parafia św. Wojciecha – Olsztyn-Podgrodzie
- parafia NMP Królowej Polski i św. Archaniołów Michała, Rafała i Gabriela – Olsztyn

## Sąsiednie dekanaty
Barczewo, Olsztyn II – Zatorze, Olsztyn III – Gutkowo, Olsztyn IV – Jaroty, Olsztyn V – Kormoran